# Afro B
 (février 2020).
Si vous disposez d'ouvrages ou d'articles de référence ou si vous connaissez des sites web de qualité traitant du thème abordé ici, merci de compléter l'article en donnant les références utiles à sa vérifiabilité et en les liant à la section « Notes et références ».
Afro B, de son vrai nom Ross-Emmanuel Bayeto, né le 25 février 1993 à Londres, et plus précisément dans le quartier de Greenwich, au Royaume-Uni, est un auteur-compositeur-interprète britannique. 
Il est principalement connu pour sa chanson à succès Drogba (Joanna), qui a culminé à la 23e place du classement américain Billboard R&B / hip-hop Airplay, et a conduit à la création du Drogba Challenge.  Il a également inventé le terme Afrowave, une fusion de mélodies hip-hop, dancehall et afrobeat.